# Pegoscapus herrei
Pegoscapus herrei är en stekelart som beskrevs av Wiebes 1995. Pegoscapus herrei ingår i släktet Pegoscapus och familjen fikonsteklar.
Artens utbredningsområde är Panama. Inga underarter finns listade i Catalogue of Life.